# Ум-шмум
Ум-шмум (ивр. או"ם שמום‎ УМ — аббревиатура «ООН») — фраза, которую якобы произнёс министр обороны Израиля (и бывший премьер-министр) Давид Бен-Гурион 29 марта 1955 года во время дебатов в кабинете министров по поводу его плана по захвату сектора Газа у Египта в ответ на участившиеся террористические нападения федаинов на Израиль.

## История
Первоначальное выражение было произнесено как ответ премьер-министру Моше Шарету, который заявил на предыдущем заседании кабинета министров, что если бы не резолюция ООН 1947 года, государство Израиль не было бы создано. Согласно отчёту Шарета в его дневнике, Бен-Гурион кричал: «Вовсе нет! Только смелость евреев основала эту страну, а не какое-то решение Ум-Шмума».
Этот термин выражает презрение к институционально-политическому значению Организации объединённых наций и отражает мнение многих членов израильской общественности о том, что политика ООН по отношению к Израилю является предвзятой и несправедливой.
В 1998 году Кофи Аннан процитировал эту фразу во время посещения Кнессета (израильского парламента) и сам опровергнул каламбур, сказав, что в мире, в котором мы живём сегодня, «без УМ у всех будет клум» (клум означает «ничего» на иврите).